# Gioacchino Valerio
Gioacchino Valerio (Torino, 25 aprile 1809 – Torino, 9 gennaio 1882) è stato un medico e politico italiano.
Fu Deputato del Regno di Sardegna in tre legislature (II-III-IV). 

## Biografia
Primo di cinque figli (due di loro, Cesare e Lorenzo, diventeranno anch'essi deputati del Regno), nacque in una famiglia che le fonti definiscono "popolana e di modica fortuna". Nonostante ciò, riuscì a laurearsi in Medicina, il 30 giugno 1831. Quattro anni più tardi fu nominato "medico dei poveri" della parrocchia di Sant'Agostino.
Nel 1836 fondò la rivista settimanale "Letture Popolari", il cui scopo era quello di diffondere il più possibile l'istruzione fra le classi sociali più povere. Ciò nonostante, la rivista viene bloccata dalla censura nel 1841, e ritorna alle stampe un anno dopo con il titolo "Letture di Famiglia". Anche questa però ha poca fortuna, venendo soppressa nel 1847 a causa della pubblicazione di un articolo considerato offensivo per i Gesuiti.
Nel 1851 diede alle stampe un volumetto dal titolo: Delle cause che favorirono lo sviluppo del cholera morbus in Piemonte e in Liguria, relativo all'epidemia di colera che colpì il nordovest nel 1835.
Valerio fu sempre impegnato a sostegno dei più poveri anche nella propria attività medica. Nel 1838 è tra i promotori, insieme a Casimiro Sperino, di un Dispensario oftalmico gratuito in quello che è attualmente l'Ospedale Oftalmico di Torino (di cui Valerio fu uno dei fondatori). Con il fratello Lorenzo apre, nell'inverno del 1844, i cosiddetti "scaldatoi", ossia dei locali destinati ad ospitare i cittadini più poveri, a cui venivano offerti indumenti e cibo in cambio di piccole attività.
Viene eletto Deputato nel 1848 nella II legislatura del Regno di Sardegna, e rieletto nelle due legislature successive. Nel 1852 si dimette, preferendo ritornare a svolgere la professione di medico igienista, con particolare dedizione alla cura dei bambini. Nel 1865 scrive il libro: La vita nei fanciulli. Norme e consigli alle novelle madri di famiglia, che riceve ampia diffusione sia fra il personale medico, sia fra le famiglie torinesi. 
Nel 1859 viene insignito della Legion d'onore, come riconoscimento alla sua attività di cura ai feriti dell'esercito francese di stanza a Torino.
Morì il 9 gennaio 1882 per un improvviso malore.